# كابيسترلو
كابيسترلو (بالإيطالية: Capistrello)‏ هي بلدية في مقاطعة لاكويلا في إقليم أبروتسو الإيطالي.

## السكان
في سنة 1861 بلغ عدد السكان 2٬778 نسمة، وتطور العدد ليصل في سنة 2011 لـ 5٬341 نسمة.
يظهر هذا المخطط البياني تطور النمو السكاني لـ كابيسترلو